# Numa Hambursin
Numa Hambursin, né le 12 juin 1979  à Montpellier, est un auteur, critique d'art, commissaire d'exposition et directeur d'institution français. Il est spécialisé dans l'art contemporain.
Directeur artistique du Carré Sainte-Anne de Montpellier de 2010 à 2017, un lieu consacré aux expositions d'art contemporain, puis à la tête de l'art contemporain et moderne de la Ville de Cannes, Numa Hambursin a été le commissaire de nombreuses expositions.
En 2021, il devient directeur général du Mo.Co, Montpellier Contemporain, une institution comprenant un musée, un centre d'art et l'école supérieure des Beaux Arts.

## Biographie
Fils de la galeriste Hélène Trintignan de Montpellier, il fait ses études au lycée Joffre de la ville et une classe préparatoire littéraire à Paris, Numa Hambursin étudie le droit et se spécialise en droit du patrimoine culturel. Il commence à écrire dès l'âge de 18 ans des textes critiques et des introductions de catalogues d'exposition. À l'âge de 23 ans, il ouvre une galerie d'art contemporain à Avignon puis à Montpellier. Sa galerie expose de nombreux artistes tels que Claude Viallat, Daniel Dezeuze, Louis Cane, Bernard Pagès, Erró, Tony Soulié, Henri Goetz, Robert Combas, François Boisrond, etc.
En 2010, il est nommé par la mairie de Montpellier pour repenser la programmation du Carré Sainte-Anne, une ancienne église désacralisée, devenue un espace d'exposition pour l'art contemporain. Il expose notamment les artistes : Carole Benzaken, Robert Combas, Marc Desgranchamps, Hervé Di Rosa, JonOne, Gérard Garouste, Jonathan Meese, Manuel Ocampo, Jean-Michel Othoniel, Chiharu Shiota et Barthélémy Toguo. En 2012, il est nommé directeur artistique de l'espace Dominique Bagouet à Montpellier, consacré à l'art régional du XIXe siècle à nos jours. En 2014, il est nommé codirecteur du projet pour le futur musée de Montpellier. En 2016, il publie Journal d'un curateur de campagne, un recueil de ses textes critiques, qui évoque les enjeux et les difficultés de l'art contemporain en région. Sa démission en 2017, sur fond de censure politique, fait l'effet d'un coup de tonnerre. Il se consacre alors à la création d'une nouvelle fondation d'art contemporain privée à Montpellier.
En 2018, il est nommé directeur du nouveau pôle Art moderne et contemporain de la Ville de Cannes. Il développe une nouvelle programmation artistique et finalise le projet ambitieux de transformation de la Malmaison en centre d'art sur la croisette prévu pour 2024.
L'année 2021 marque son retour à Montpellier avec son élection à la tête du Mo.Co institution tripartite fondée en 2017 rassemblant deux centres d’art et l’école Supérieure des Beaux Arts (Mo.Co Esba).

### Prix
- 2018 : Prix AICA France de la critique d'art[13].

## Fondation GGL-Hélénis
À partir de 2013, Numa Hambursin pilote le programme d’art contemporain de la Société Hélénis, dont la première réalisation Le Mas de la Feuillade rassemble des commandes auprès des artistes Vincent Bioulès, Alain Clément et Bernard Pagès.
À partir de 2017, il est le directeur de la Fondation GGL-Hélénis établie dans l’Hôtel Richier de Belleval, l’ancienne mairie de la Ville de Montpellier, Place de la Canourgue. Après quatre ans de travaux, cet édifice du XVIIe siècle est ouvert au public en 2021,. Il abrite un espace d’exposition, un hôtel de luxe et un restaurant géré par les Frères Pourcel.
Quatre commandes permanentes sont installées : des plafonds de Jim Dine, Jan Fabre, Abdelkader Benchamma et Marlène Mocquet et des fresques de Olympe Racana-Weiler.

## Expositions
(Sauf mention contraire, les expositions sont effectuées dans la ville de Montpellier).
- 2005 : Patrick Loste, en septembre, à la chapelle de la Persévérance de Tarascon (Bouches-du-Rhône) ;
- 2007 : Quasiment royale, avec l'association 009, en septembre et octobre, à l'Esbama.

- 2010 :
  - Les 10 ans de Vé la Coupe, en février, au Carré Sainte-Anne ;
  - La Passion, Stéphane Pencréac'h, en mars, au Carré Sainte-Anne ;
  - La Pasión, Stéphane Pencréac'h, octobre, à l'Institut français de Madrid.

- 2011 :
  - Le Dernier Rivage, Marc Desgrandchamps, avec Richard Leydier, en avril, au Carré Sainte-Anne ;
  - Création du « Chemin des peintres », inauguré en avril, parcours artistique permanent à Clapiers ;
  - Gérard Garouste et la Source, en juillet, au Carré Sainte-Anne et à la Galerie Saint-Ravy ;
  - Max Leenhardt, en octobre, au musée du Vigan du Château d'Assas (Gard).

- 2012 :
  - Tout au bout, Bernard Pagès, en janvier, au Carré Sainte-Anne ;
  - L'œil et le cœur, curiosités et chefs-d'œuvre dans les collections montpelliéraines, en avril, au Carré Sainte-Anne ;
  - Yhayen, Hervé Di Rosa, avec François Bébing, en juin, au Carré Sainte-Anne ;
  - 12/12/12, Derniers jours avant la fin, en décembre, à la galerie « Collectif E3 » d'Arles (Bouches-du-Rhône) ;
  - Camille Descossy, en décembre, à l’espace Dominique Bagouet.

- 2013 :
  - Signs of the times, avec Richard Leydier, en janvier, au Carré Sainte-Anne ;
  - Auguri Romani, André Castagné, en avril, à l’Espace Dominique Bagouet ;
  - Manuel Ocampo, en juin, au Carré Sainte-Anne ;
  - Albert Dubout peintre, en juillet, à l’espace Dominique Bagouet ;
  - After the dream, Chiharu Shiota, avec les Amis du musée Fabre, octobre 2013, au Carré Sainte-Anne ;
  - Sexe cannibale, André Cervera, octobre 2013, à l’espace Dominique Bagouet.

- 2014 :
  - L'œil et le cœur 2, Traits d'esprits dans les collections montpelliéraines, en janvier, au Carré Sainte-Anne ;
  - Au nom du père, André Blondel, en février, à l’espace Dominique Bagouet ;
  - Turbulences, paysages extensibles, Anne Jallais, en avril, à l’espace Dominique Bagouet ;
  - Le Chemin de croix, Ladislas Kijno et Robert Combas, en juin, à l’espace Dominique Bagouet ;
  - La mélancolie à ressorts, Robert Combas, en juin, au Carré Sainte-Anne ;
  - Le soleil comme une plaque d'argent mat, Abdelkader Benchamma, en octobre, au Carré Sainte-Anne ;
  - Du savoir à la lumière. Les collections des universités montpelliéraines, en novembre, à l’espace Dominique Bagouet.

- 2015 :
  - Léopold Rabus, en février, au Carré Sainte-Anne ;
  - JE_X, Patrice Palacio, en mars, à l’espace Dominique Bagouet ;
  - Natures mortes, Georges Dezeuze, en juin, à l’espace Dominique Bagouet ;
  - Above and below, JonOne, en juin, au Carré Sainte-Anne ;
  - Le dessin fulgurant. De la couleur à la ligne, André Blondel, en octobre, au Musée des Arts et Métiers du Livre de Montolieu (Aude).

- 2016 :
  - Yod, Carole Benzaken, en janvier, au Carré Sainte-Anne ;
  - Déluge, Barthélémy Toguo, avec les Amis du musée Fabre, en juin, au Carré Sainte-Anne ;
  - Jean et François Pous, l'expérience de la matière, en octobre, à l’espace Dominique Bagouet.

- 2017 :
  - Prodiges de la nature, les créations du docteur Auzoux (1797-1880), avec Françoise Olivier, en janvier, à l’espace Dominique Bagouet[19] ;
  - Dr Merlin de Large (Marquis Zed de Baby-Excalibur), Jonathan Meese, en février, au Carré Sainte-Anne[20] ;
  - Le XIXe siècle, un âge d'or de la peinture montpelliéraine, en juin, à l’espace Dominique Bagouet[21] ;
  - Géométries amoureuses, Jean-Michel Othoniel, avec les Amis du musée Fabre, en juin, au Carré Sainte-Anne ;
  - Mécanisme d'aurores pour horloge crépusculaire, Al Sticking, en octobre, au Carré Sainte-Anne.

- 2018 : Pierre et Gilles, Le Génie du Christianisme, au couvent des Minimes de Perpignan (Pyrénées-Orientales).

- 2019 :
  - Nazanin Pouyandeh, La Tentation, au Suquet des Artistes de Cannes (Alpes-Maritimes) ;
  - L'ombre et la lumière, Niki de Saint Phalle, en juillet, au centre d'art la Malmaison et villa Domergue de Cannes ;
  - Pierre et Gilles, Le goût du cinéma, en décembre, au centre d'art la Malmaison de Cannes.

- 2020 :
  - Gérard Schlosser, Quelle histoire, au Suquet des Artistes de Cannes ;
  - Louis Cane, Sculptures, à la villa Domergue de Cannes ;
  - Olivier Masmonteil, Des Horizons si grands, au Suquet des Artistes de Cannes[22] ;
  - Max Leenhardt, Patriarche et Vagabond, durant l'été, à l’espace culturel L. Durell de Sommières (Gard) ;
  - Kehinde Wiley, Peintre de l'épopée, en juillet, au centre d'art la Malmaison de Cannes[23].

## Publications
- La Passion, Stéphane Pencréac'h, éditions Ville de Montpellier, mars 2010
- « À propos de Stéphane Bordarier », in La Rencontre, revue des Amis du musée Fabre, no 91, 1er trimestre 2010
- Max Leenhardt, une collection d’œuvres, catalogue de l'exposition au château d'Assas, Le Vigan, octobre 2011
- Gérard Garouste et la Source, éditions Lienart, Montreuil-sous-Bois, juillet 2011.
- Le Dernier Rivage, Marc Desgrandchamps, éditions Lienart, Montreuil-sous-Bois, Avril 2011[24]
- TSOL, Thibault Franc, catalogue de l'exposition TSOL Saison 1, 2011
- Derniers jours avant la fin, catalogue de l'exposition, Arles, décembre 2012
- Philippe Jacq, éditions Ritsch-Fisch, Strasbourg, décembre 2012
- Camille Descossy, éditions Méridianes, Montpellier, novembre 2012
- Tango, Catherine Lopes-Curval, éditions galerie Hélène Trintignan, novembre 2012
- Yhayen, Hervé Di Rosa, éditions Lienart, Montreuil-sous-Bois, juillet 2012
- L'Œil et le Cœur, éditions Lienart, Montreuil-sous-Bois, juin 2012
- Tout au bout, Bernard Pagès, éditions Lienart, Montreuil-sous-Bois, février 2012
- After the dream, Chiharu Shiota, éditions Lienart, Montreuil-sous-Bois, novembre 2013
- Sexe, cannibale, André Cervera, éditions Méridianes, Montpellier, octobre 2013
- Peinture(s), Patrick Loste, éditions La Base sous-marine, Bordeaux, septembre 2013
- Manuel Ocampo, éditions Lienart, Montreuil-sous-Bois, août 2013
- Les œuvres érotiques de Combas - Kijno (texte écrit en mai 2006), in Combas et Kijno, éditions Château de Vascoeuil et Lienart, juin 2013
- Clapiers, Le chemin des peintres, éditions Ville de Clapiers, juin 2013
- Auguri Romani, André Castagné, éditions Méridianes, Montpellier, avril 2013
- Signs of the times, éditions Lienart, Montreuil-sous-Bois, mars 2013
- Thomas Verny, éditions Bernard Chauchet Contemporary Art, Londres, février 2013
- « Max Leenhardt dans les collections universitaires », in Du Savoir à la Lumière, Collection Duo, série patrimoine protégé, DRAC Languedoc-Roussillon, novembre 2014
- Le Soleil comme une plaque d'argent mat, Abdelkader Benchamma, éditions Lienart, Montreuil-sous-Bois, octobre 2014
- Les 40 ans de la galerie Trintignan, éditions galerie Hélène Trintignan, juillet 2014
- La Mélancolie à ressorts, Robert Combas, éditions Lienart, Montreuil-sous-Bois, juillet 2014
- Alain Clément et le Parc de Lafeuillade, in My Life, juin 2014
- Le Chemin de Croix, Ladislas Kijno et Robert Combas, éditions Méridianes, Montpellier, juin 2014
- L'Œil et le Cœur 2, éditions Lienart, Montreuil-sous-Bois, mars 2014
- Au nom du père, André Blondel, éditions Méridianes, Montpellier, janvier 2014
- « Henri Goetz graveur », in La Collection d'art moderne du Musée de la Cour d'Or – Metz Métropole, éditions Silvana Editoriale, Milan, janvier 2014
- Artemisia, l'écureuil et l'indomptable chauve-souris, éditions Hélénis, novembre 2015
- Max Leenhardt, in éditions Artcurial, Toulouse, décembre 2015
- Above and below, JonOne, éditions Lienart, Paris, juillet 2015[25]
- Hambursin et Alexandra Bellot-Aznar, Fondation GGL-Hélénis, Le domaine de Lafeuillade et l'art contemporain : la carte du tendre, un pacte de poésie, Montpellier / Paris, coédition Hélénis / Lienart éditions, octobre 2016, 104 p., 20 × 25 cm (ISBN 2359061712 et 978-2359061710).
- Journal d'un curateur de campagne, Tourcoing, Éditions la Chienne, coll. « Nonosse », 2016, 208 p., 22 cm (ISBN 978-2-9535052-1-4, OCLC 1135241498, BNF 45782136, présentation en ligne).
- Marlène Mocquet et la critique d’art (Récompensée en 2018 par le Prix AICA France de la Critique d’Art), Paris, Éditions Sometimes, 2019, 39 p., 30 cm (ISBN 979-10-95669-10-4, OCLC 1190698681, SUDOC 248621785, présentation en ligne).
- Max Leenhardt (1853-1941), patriarche et vagabond, Marseille, Gaussen, 2020, 93 p., 26 cm (ISBN 978-2-35698-190-5 et 2-35698-190-X, OCLC 1224229147, SUDOC 250757117, présentation en ligne).
- René Wirths: Zeug, Kerber, Monograph, 2022, Texts by Anne-Claudie Coric, Numa Hambursin, Janna Oltmanns, Anne Waak, René Wirths  (ISBN 9783735608673)
- Berlinde De Bruyckere, Piller Ekphrasis, de  Numa Hambursin  (Avec la contribution de), Antjie Krog  (Avec la contribution de), Vincent Honoré  (Avec la contribution de), Rahmouna Boutayeb  (Avec la contribution de), Anna Kerekes  (Avec la contribution de), 2022

- Huma Bhabha, Une mouche est apparue, et disparut / A Fly Appeared, and Disappeared, Monograph, 2023, texts by Vincent Honoré, Numa Hambursin  (ISBN 9461618662)

- Neo Rauch : Le songe de la raison, Monograph, Editions B Chauveau, 2023  (ISBN 9782363063403)

### Préfacier
- Hélène Palouzié, Laurent Roturier (dir.), Laurent Barrenechea (dir.) et al. (préf. Hambursin et Françoise Olivier, photogr. Jean-François Peiré), Prodiges de la nature, les créations du docteur Auzoux (1797-1880), Montpellier, DRAC Occitanie, CRMH, coll. « Duo. Monuments objets / Université de Montpellier », 2017, 87 p., 22 cm (ISBN 978-2-11-139700-2, OCLC 981117031, BNF 45224713, SUDOC 198182635, présentation en ligne, lire en ligne [PDF]).
- Alain Laborieux (1943-) et Robert Faure (1945-) (préf. Hambursin, Une cascade ombragée, le roman-fleuve de la peinture montpelliéraine), Le grand Montpellier et ses peintres, Villeveyrac, le Papillon rouge éditeur, 2017, 191 p., 22 cm (ISBN 978-2-917875-90-2 et 2-917875-90-9, OCLC 1014153024, BNF 45390369, SUDOC 221375813, présentation en ligne).

### Catalogues d'expositions
- Hambursin, Guilhem, François et Daniel Dezeuze, Espace Dominique Bagouet (ill. Delphine Sauret), Georges Dezeuze (1905-2004) : Natures mortes, Montpellier, éditions Méridianes, juin 2015, 56 p., 22 cm (ISBN 978-2-917452-42-4, BNF 44387250).
- Hambursin (dir.), Carré Sainte Anne, Léopold Rabus (1977-), Montpellier / Paris, Lienart éditions, mars 2015, 59 p., 25 cm (ISBN 2-359-06137-2 et 978-2-35906-137-6, OCLC 923735090, BNF 44442686, SUDOC 188109587, présentation en ligne).
- (fr + en) Hambursin (dir.), Édouard Aujaleu (dir.) et Nicole Kerangueven (dir.), Carré Sainte-Anne (trad. Damien Rembert), Déluge, Barthélémy Toguo, Paris, Lienart éditions, juillet 2016, 61 p., 24 cm (ISBN 978-2-35906-180-2 et 2-35906-180-1, OCLC 960913941, SUDOC 195918037, présentation en ligne).
- Hambursin et Lienart éditions (dir.), Carré Sainte-Anne, Yod : Carole Benzaken, Paris / Montpellier, Lienart / Ville de Montpellier, mars 2016, 57 p., 29 cm (ISBN 978-2-35906-161-1 et 2-35906-161-5, OCLC 951083910, SUDOC 19350037X, présentation en ligne).
- Claire Giovanangeli-Taoussi (dir.), Marta Chrzanowska-Foltzer, Hambursin et al. (Un pas essentiel dans la compréhension de la peinture), André Blondel, le dessin fulgurant. De la couleur à la ligne, Montolieu, Les petites éditions des arts graphiques et métiers du livre, janvier 2016, 163 p., 21 cm (ISBN 978-2-9545199-4-4 et 2-9545199-4-0, OCLC 993878727, SUDOC 20311728X, présentation en ligne).
- (fr + en) Jean-Michel Othoniel, Édouard Aujaleu, Nicole Kerangueven, Hambursin (Commissaire d'exposition) et al., Carré Sainte-Anne (Montpellier), Géométries amoureuses - Se collectionner soi-même, 1992-2016, le verre, vol. 2, Paris, Lienart éditions, 2017, n.p.-31, 24 cm (ISBN 978-2-35906-205-2 et 2-35906-205-0, OCLC 1003643625, SUDOC 20379995X, présentation en ligne).
- Stanislas Colodiet et Abigail Hostein, Espace Dominique Bagouet, Le XIXe siècle, un âge d'or de la peinture montpelliéraine, Montpellier, Éditions Méridianes, 2017, 55 p., 22 cm (ISBN 978-2-917452-59-2 et 2-917452-59-5, OCLC 1012853016, BNF 45334976, SUDOC 220960488, présentation en ligne).
- Renaud Faroux (dir.) (préf. Olivier Kaeppelin), La Grande Utopie de Kijno : Chemin de croix, « Des hommes en feu », Paris, éditions Somogy, 2017, 246 p., 28 × 24 cm (ISBN 978-27-57212-23-3 et 2-75721-223-0, OCLC 987377557, SUDOC 200109707, présentation en ligne, lire en ligne ).
- (fr + en) Jonathan Meese : Dr Merlin de Large, marquis Zed de Baby-Excalibur, Montpellier / Paris, Carré Sainte-Anne / Lienart éditions, 2017, 62 p., 17 × 25 cm (ISBN 978-2-35906-196-3 et 2-35906-196-8, OCLC 983784867, présentation en ligne).
- Barbara De Coninck, Paul Ardenne, Olivier Kaeppelin, Thierry Raspail et al., Fondation Marguerite et Aimé Maeght (trad. Renaud Temperini et Édouard Vergnon), Jan Fabre : ma nation, l'imagination, Paris / Saint-Paul-de-Vence, Gallimard / Fondation Marguerite et Aimé Maeght, 2018, 226 p., 29 cm (ISBN 2-07-280222-9 et 978-2-07-280222-5, OCLC 1052878315, SUDOC 230330169, présentation en ligne).
- (fr + en) Centre d'art La Malmaison et Villa Domergue (trad. Jonathan Michaelson, préf. David Lisnard), Niki de Saint Phalle : L'ombre et la lumière / Shadow and light, Paris / Cannes, In fine / Ville de Cannes, 2019, 143 p., 29 cm (ISBN 2-902302-40-1 et 978-2-902302-40-6, OCLC 1124968738, BNF 45851799, SUDOC 241063264, présentation en ligne).
- Centre d'art La Malmaison, Le goût du cinéma : Pierre et Gilles, Paris, Bernard Chauveau édition, 2019, 80 p., 29 cm (ISBN 2-36306-280-9 et 978-2-36306-280-2, OCLC 1144218049, BNF 46508735, SUDOC 242580580, présentation en ligne).
- (fr + en) Centre d'art La Malmaison (trad. Chrisoula Petridis, préf. David Lisnard), Kehinde Wiley : Peintre de l'épopée / Painter of the Epic, Gand / Cannes, Snoeck Ducaju & Zoon / ville de Cannes, 2020, 157 p., 29 cm (ISBN 94-6161-620-1 et 978-94-6161-620-3, OCLC 1200232904, SUDOC 249766477, présentation en ligne).
- Louis Cane, Sculptures, Auteur·e·s : Numa Hambursin, Hanna Baudet, Catalogue d’exposition : Villa Domergue, Cannes, 27 juin – 27 septembre 2020, Éditeur : Ville de Cannes (ISBN : 978‑2‑916261‑61‑4 )
- Barthélémy Toguo, Kingdom of Faith, Auteur·e·s : Numa Hambursin, Patrick de Saint‑Exupéry (textes), Barthélémy Toguo (artiste), Catalogue bilingue : La Malmaison, Cannes, été 2020, Éditeur : Snoeck (ISBN : 978‑94‑6161‑740‑8)
- Christine Boumeester, Au plus obscur du beau jardin abandonné, Auteur : Numa Hambursin, Catalogue d’exposition : La Malmaison, Cannes, 21 novembre 2020 – 25 avril 2021, Éditeurs : In Fine / Ville de Cannes (ISBN : 978‑2‑38203‑022‑6)
- Collectionneur cambrioleur, La collection de François Fauchon, Auteur·e·s : Numa Hambursin, Hanna Baudet, Catalogue d’exposition : Suquet des artistes, Cannes, mai 2021 (ISBN : 978‑2‑916261‑64‑5)
- Contre‑nature - La céramique, une épreuve du feu, Direction artistique & textes : Numa Hambursin, Catalogue bilingue (fr/ang) : MO.CO. Panacée, Montpellier, mai–septembre 2022, Éditeur : Silvana Editoriale (ISBN‑10 : 8836651879 ISBN‑13 : 978‑88‑366‑5187‑0)
- Berlinde De Bruyckere, Piller- Ekphrasis, Directeur de publication : Numa Hambursin, Contributeur·rice·s : Antjie Krog (écrivaine/poétesse), Vincent Honoré, Rahmouna Boutayeb, Anna Kerekes (entretiens avec l’artiste), Berlinde De Bruyckere (artiste), Catalogue bilingue : MO.CO., Montpellier, 18 juin – 2 octobre 2022, Éditeur : Bernard Chauveau Éditeur / Couleurs Contemporaines (ISBN : 978‑2‑36306‑316‑8)
- (fr + en) Numa Hambursin et Amélie Adamo, Immortelle. La vitalité de la jeune peinture figurative française, Milan, SilvanaEditoriale (ISBN 9-788836654062)
- Descente au paradis – Kader Attia, Direction éditoriale et textes : Numa Hambursin, Contributeur·rice·s : Kader Attia (artiste), divers auteurs invités, Catalogue bilingue (fr/ang) : MO.CO. Montpellier Contemporain, jeudi 29 octobre 2024, Éditeurs : Bernard Chauveau Édition / MO.CO. (ISBN‑10 : 2363063619 ISBN‑13 : 978‑2‑36306‑361‑8)